# التخطيط للتقاعد
يشير التخطيط للتقاعد من الناحية الماليَّة إلى تخصيص المدخرات أو الإيرادات (الأرباح) للتقاعد. الهدف من التخطيط للتقاعد هو الاستقلال ماليَّاً. تهدف عملية التخطيط للتقاعد إلى: تقييم الجاهزية للتقاعد بالنظر إلى سن التقاعد وأسلوب الحياة المرجوّ، أي ما إذا كان لدى المرء ما يكفي من المال للتقاعد وتحديد الإجراءات التي تحسن الجاهزية للتقاعد واكتساب المعرفة بالتخطيط المالي وتشجيع ممارسات الادخار.

## النمذجة (التصميم) والقيود
تمس ماليات التقاعد مجالات موضوعية متميزة أو مجالات مالية من اهتمامات لعميل، بما في ذلك: الاستثمارات (مثل الأسهم والسندات والصناديق المشتركة)؛ العقارات؛ الديون؛ الضرائب؛ تحليل التدفق النقدي (الدخل والمصروفات)؛ التأمينات؛ مزايا محددة (مثل الضمان الاجتماعي والمعاشات التقليدية). من منظور تحليليّ يمكن توصيف ونمذجة كل مجال رسميًا باستخدام تمثيل فئويّ مختلف، كما هو محدد بواسطة مجموعة سمات وسلوكيات مجال فريدة. تتطلب نماذج المجال تعريفًا فقط على مستوى التجريد الضروري لتحليل القرار. نظرًا لأن التخطيط يتعلق بالمستقبل فإنه يجب أن تمتد المجالات إلى ما هو أبعد من وصف الحالة الحالية ومعالجة عدم اليقين والتقلب وديناميكيات التغيير (على سبيل المثال، لا يتم افتراض الثبات أو الحتمية). تثير هذه العوامل معًا تحديات كبيرة لأي ادعاء حالي للمنتجين بإمكانية التنبؤ بالنموذج أو اليقين.

## طريقة مونت كارلو
طريقة مونت كارلو هي الشكل الأشيع لِلْنموذجِ الرياضيِّ الذي يُطَبَّقُ للتنبؤ بسلوك الاستثمار طويل الأجل لتخطيط تقاعد العميل. يساعد استخدامه في تحديد مدى كفاية استثمارات العميل للوصول إلى الجاهزية للتقاعد وتوضيح الخيارات والإجراءات الاستراتيجية. ومع ذلك فإن مجال الاستثمار ليس سوى مجال ماليّ وبالتالي فهو غير مكتمل. واعتمادًا على سياق العميل قد يكون لمجال الاستثمار أهمية قليلة جدًا فيما يتعلق بمجالات العميل الأخرى - على سبيل المثال، العميل الذي لديه استعداد لاستخدام العقارات كمصدر أساسي لتمويل التقاعد.

## نماذج أخرى
لم يُتَحَقَّقُ من صحة نماذج التخطيط للتقاعد المعاصرة، بمعنى أن النماذج تزعم توقع مستقبل لم يظهر بعد. انتقادات النماذج المعاصرة هي نفسها جزءٌ من نفسِ الانتقادات الموجهة للاقتصاد التقليدي الحديث. يجادل الناقد[من؟] بأن النماذج المعاصرة قد أثبتت صحتها بأثر رجعي فقط، في حين أن المستقبل غير المحدد هو الذي يحتاج إلى حل. تعتقد المدرسة الأكثر اعتدالًا أن طرق التخطيط للتقاعد يجب أن تتطور بشكل أكبر من خلال اعتماد مجموعة أدوات أكثر قوة وتكاملًا من مجال علم التعقيد. استكشفت الأبحاث الحديثة آثار إلغاء ضرائب دخل رأس المال على فرص الادخار للتقاعد وتأثيرها على الدين الحكومي. 

## روابط خارجية
- http://www.investopedia.com/university/retirement/
- https://www.forbes.com/retirement/